# محمد سيد طنطاوي
محمد سيد طنطاوي (1347 - 1431 هـ) شيخ الجامع الأزهر من عام 1996 إلى 2010. اعتبر شخصية مبجلة في أوساط كثير من المسلمين حول العالم، إضافة أن فتاويه كان لها تأثيرًا كبيرًا، كما اعتبر عالم دين معتدل، مناصرًا لقضايا المرأة ، وهو مجتهد متفوق طوال مشواره التعليمي. تولى الكثير من المناصب القيادية في المؤسسة السنية الأولى في العالم، وله تفسير لكثير من سور القرآن. لكن هناك من اعتبر بعض مواقفه السياسة ليست موفقة، وأنها طغت أكثر على الجانب العملي والعلمي في حياته.

## مولده ونشأته
ولد بقرية سليم الشرقية في محافظة سوهاج في الرابع عشر من جمادى الأولى لعام 1347 هـ الموافق للثامن والعشرين من أكتوبر سنة 1928 م. تلقى تعليمه الأساسي بقريته، وبعد أن حفظ القرآن التحق بمعهد الإسكندرية الديني سنة 1944، وبعد انتهاء دراسته الثانوية التحق بكلية أصول الدين جامعة الأزهر، وتخرج فيها سنة 1958، ثم حصل على تخصص التدريس سنة 1959، ثم حصل على الدكتوراه في التفسير والحديث بتقدير ممتاز في 5 من سبتمبر سنة 1966.

## مناصبه
- عمل كإمام وخطيب ومدرس بوزارة الأوقاف 1960.
- عمل كمدرس في كلية أصول الدين جامعة الأزهر 1968.
- أستاذ مساعد بقسم التفسير بكلية أصول الدين بأسيوط 1972، ثم انتدب للتدريس في ليبيا لمدة 4 سنوات.
- أستاذ بقسم التفسير بكلية أصول الدين بأسيوط في 1976.
- عميد كلية أصول الدين بأسيوط 1976.
- في عام 1980، انتقل إلى السعودية حيث عمل في المدينة المنورة كرئيس لقسم التفسير في كلية الدراسات العليا بالجامعة الإسلامية.
- عين مفتيًا للديار المصرية في 28 أكتوبر 1986، وكان قبلها أستاذا جامعيا وكل المفتين قبله تدرّجوا في سلك القضاء الشرعي.
- صدر قرار جمهوري بتوليته مشيخة الأزهر في 8 ذو القعدة سنة 1416 هـ الموافق 27 مارس عام 1996.[5]

## مواقفه
يعد الشيخ محمد سيد طنطاوي من العلماء الذين برزوا في العصر الحديث بأهم المواقف التي تتبنى فكر المؤسسة الرئاسية فالذي ينظر في كتب الشيخ يجد فيها اختلافاً كثيراً بين ما فيها وبين بعض مواقفه لا سيما السياسية منها:

شيخ الأزهر محمد سيد طنطاوي يصافح الرئيس الإسرائيلي شيمون بيريز أثناء فعاليات مؤتمر «حوار الأديان» الذي نظمته بنيويورك في 12 نوفمبر 2008 الأمم المتحدة والسعودية

- في 20 فبراير 1989 عندما كان الشيخ طنطاوي مفتي الديار المصرية أصدر فتوى يحرم فيها فوائد البنوك والقروض باعتبارها ربا يحرمه الإسلام.[6]
- عرّفَ الدكتور سيد طنطاوي الربا أنه زيادة على رأس المال مصحوبة باستغلال وظلم وابتزاز، ورأى أنّ من يأكل الربا متعمّداً فهو مرتد وجزاؤه أن تُفسَخَ عنه زوجته، وأن لا يُدفن في مقابر المسلمين، وكان يرى أنّ فوائد المصارف حلال.[7]
- وفي شهر فبراير 2003، وقبل احتلال القوات الأمريكية للعراق أقال طنطاوي الشيخ علي أبو الحسن رئيس لجنة الفتوى بالأزهر من منصبه بسبب ما قيل إنه صرح بفتوى يؤكد فيها «وجوب قتال القوات الأمريكية إذا دخلت العراق، وأن دماء الجنود الأمريكيين والبريطانيين تعد في هذه الحالة حلالا، كما أن قتلى المسلمين يعدون شهداء».[8]
- وفي نهاية أغسطس 2003 أصدر طنطاوي قراراً بإيقاف الشيخ نبوي محمد العش رئيس لجنة الفتوى عن الإفتاء وإحالته للتحقيق؛ لأنه أفتى بعدم شرعية مجلس الحكم الانتقالي العراقي وحرم التعامل معه، وقال شيخ الأزهر أن الفتوى التي صدرت (ممهورة بشعار خاتم الجمهورية المصري وشعار الأزهر) «لا تعبر عن الأزهر الذي لا يتدخل في السياسة وسياسات الدول».[8]
- وفي 30 ديسمبر عام 2003[9] استقبل طنطاوي وزير الداخلية الفرنسي آنذاك نيكولا ساركوزي في الأزهر وصرح طنطاوي أنه من حق المسؤولين الفرنسيين إصدار قانون يحظر ارتداء الحجاب في مدارسهم ومؤسساتهم الحكومية باعتباره شأنا داخليا فرنسيا.[10][11] وقُوبل هذا التصريح بانتقادات شديدة من قبل بعض الجماعات الإسلامية وعلماء دين[12] ومن المجلس الأوروبي للإفتاء ومن جماعة الإخوان المسلمين.[13] بينما أيده الرئيس المصري حسني مبارك بشكل غير مباشر في تأييده حظر الحجاب بفرنسا، معتبرا أن اختلاف بعض علماء الدين الآخرين معه رحمة، مضيفا أن القرار «شأن فرنسي لا يمكن التدخل فيه» و«أنه ينطبق على المسلمين وغير المسلمين».[14]
- وفي 8 أكتوبر 2007 أصدر طنطاوي فتوى تدعو إلى «جلد صحفيين» نشروا أخبارا فحواها أن الرئيس حسني مبارك مريض، وقد أثارت هذه الفتوى غضباً شديداً لدى الصحفيين[15][16] والرأي العام وطالب النائب مصطفى بكري بعزله[17] وتساءل الكاتب الإسلامي فهمي هويدي عن أسباب صمت شيخ الأزهر إزاء عدد من القضايا المهمة في البلاد مثل «إدانة التعذيب وتزوير الانتخابات واحتكار السلطة والأغذية الفاسدة والمبيدات المسرطنة»، مشيراً كذلك إلى حالة انعدام ثقة المصريين في شهادة شيخ الأزهر الذي على حد قوله «كان أكرم له أن يصمت لأن هناك أموراً أكثر جسامه تستحق تعليقه وكلامه».[17] وقارن هويدي بين شيخ الأزهر في تحريضه للحكومة على الصحفيين، وبين الرهبان البوذيين في وقوفهم مع الناس ضد حكومتهم، قائلا «إنه ارتدى قبعة الأمن وخلع ثياب المشيخة»، كما وجه له الإخوان المسلمون انتقادات شديدة بسبب هذه الفتوى.[18]
- وفي 12 نوفمبر 2008 وبعد مصافحته للرئيس الإسرائيلي شمعون بيريز في مؤتمر حوار الأديان الذي نظمته الأمم المتحدة بنيويورك تعرض لنقد[19] وقد حدثت مُسائلة برلمانية في مصر حول مصافحته لبيريز وطالبه نواب الإخوان المسلمين بالاعتذار حيث أشار حمدي حسن أن المصافحة أتت في الوقت الذي كانت إسرائيل تفرض حصاراً على غزة[20] كما انتقده بشدة الشيخ وجدي غنيم[21] وطالب البعض الآخر بعزله مثل مصطفى بكري[22][23] وحمدين صباحي الذي كتب مندداً في جريدة الكرامة «فضيلة الإمام الأكبر استقيلوا يرحمكم الله» وكتب حمدي رزق[24] في جريدة «المصري اليوم» مقالاً إلى شيخ الأزهر بعنوان «لا تصافح»[25] مقتبساً هذا العنوان من عنوان قصيدة الشاعر أمل دنقل الشهيرة «لا تصالح» وقد هاجمه بشدة أيضاً حمدي قنديل في برنامجه «قلم رصاص» الذي كان يُعرض على قناة دبي الفضائية وقد برر الإمام الأكبر ذلك بأنه لا يعرف شكل بيريز وهاجمه حمدي قنديل متسائلاً «كيف لا يعلم شكله على الرغم من أن شيمون بيريز قد خطب في مؤتمر حوار الأديان كما أنه في ساحة السياسة الإسرائيلية منذ خمسين سنة تقريباً وقد زار مصر مرات ومرات وظهرت صوره مع رؤساء مصر في الصفحات الأولـى من الجرائد؟»، فيما قالت صحف إسرائيلية أن طنطاوي هو من بادر بمصافحة بيريز.[26]
- وفي 5 يوليو 2009 ظهرت مطالب برلمانية جديدة تدعو لعزله على خلفية جلوسه مرة أخرى مع الرئيس الإسرائيلي شمعون بيريز على منصة واحدة في مؤتمر حوار الأديان الذي عقد في الأول والثاني من يوليو 2009 في كازخستان.[23][27]
- في 5 أكتوبر 2009 أثار إجباره لطالبة في الإعدادي الأزهري على خلع النقاب زوبعة عند البعض[28] من المؤيدين للنقاب وحالة من السخط العارم بين السلفيين،[29] إلا أن هناك من يرى أن موقف إمام الأزهر لم يكن يستحق كل تلك الضجة خاصة وأنه رأي اجتهادي وأن وراء هذه المواقف حساسيات سابقة معه. بل امتد الأمر إلى اتهام الشيخ بالسخرية من التلميذة الأمر الذي نفاه شيخ الأزهر في تصريحات لاحقة له مؤكدا أن «النقاب حرية شخصية»[30] ولكنه أكد على كونه ليس سوى مجرد «عادة»،[31] رافضا ارتدائه داخل المعاهد والكليات الأزهرية.[32]

وإثر تلك الواقعة طالب النائب الإخواني حمدي حسن في مجلس الشعب المصري بعزل شيخ الأزهر لمنعه المعلمات المنقبات والطالبات من دخول المعاهد الأزهرية. إلا أن مجمع البحوث الإسلامية ساند شيخ الأزهر في موقفه وأيده رسميًا في قرار حظر النقاب داخل فصول المعاهد الأزهرية وقاعات الامتحانات والمدن الجامعية التابعة للأزهر.

## مؤلفاته
- «التفسير الوسيط للقرآن الكريم» ويبلغ زهاء خمسة عشر مجلدًا وأكثر من سبعة آلاف صفحة
- «بنو إسرائيل في القرآن والسنة» ويقع في مجلدين تزيد صفحاته عن ألف صفحة
- «معاملات البنوك وأحكامها الشرعية»
- «الدعاء»
- «السرايا الحربية في العهد النبوي»
- «القصة في القرآن الكريم»
- «آداب الحوار في الإسلام»
- «الاجتهاد في الأحكام الشرعية»
- «أحكام الحج والعمرة»
- «الحكم الشرعي في أحداث الخليج»
- «تنظيم الأسرة ورأي الدين فيه»
- «مباحث في علوم القرآن الكريم»
- «العقيدة والأخلاق»
- «الفقه الميسر»
- «عشرون سؤالا وجوابًا»
- «فتاوى شرعية»
- «المنهج القرآني في بناء المجتمع»
- «رسالة الصيام»
- «المرأة في الإسلام» بالمشاركة

## وفاته
توفي صباح يوم الأربعاء 24 ربيع الأول 1431 هـ الموافق 10 مارس 2010 في الرياض عن عمر يناهز 81 عاما إثر نوبة قلبية تعرض لها في مطار الملك خالد الدولي عند عودته من مؤتمر دولي عقده الملك عبد الله بن عبد العزيز لمنح جائزة الملك فيصل العالمية لخدمة الإسلام للفائزين بها عام 2010. ثم نقل جثمانه إلى المدينة المنورة حيث صلي عليه صلاة الجنازة بالمسجد النبوي بعد صلاة العشاء في اليوم نفسه ووري الثرى في مقبرة البقيع. وقد نعته الجماعات الإسلامية في مختلف أنحاء العالم الإسلامي خاصةً مصر، حيث أصدرت فيها جماعة الإخوان المسلمين والاتحاد العالمي لعلماء المسلمين ونقابة الأشراف والمجلس الأعلى للطرق الصوفية بيانات عزاء للعالم الإسلامي في وفاة طنطاوي.

## وصلات خارجية
- شيخ الأزهر: تبرع المسلم لبناء الكنائس جائز شرعاً، مصراوي، 20 أغسطس 2009
- فيديو:رأي شيخ الأزهر طنطاوي في جرافات إسرائيلية تهدم أجزاء من المسجد الأقصى على يوتيوب، يوتيوب
- شيخ الازهر، المطالبة بعزله والبحث عن اعذار على يوتيوب، برنامج الرأي الحر، قناة الحوار، فيديو، 11 ديسمبر 2008
- الحصاد المر لشيخ الأزهر طنطاوي، بقلم د. هاني السباعي مدير مركز المقريزي للدراسات التاريخية بلندن، 9 يناير 2004
- رحل طنطاوي.. وبقي الأزهر (ملف)، إسلام أون لاين، 11 مارس 2010
- شيخ الأزهر.. جدل في الحياة والوفاة، أمل الأمة، 11 مارس 2010
- الأخ الصديق شيخ الأزهر الدكتور محمد سيد طنطاوي في ذمة الله، د. يوسف القرضاوي، القرضاوي نت، 14 مارس 2010

| سبقه عبد اللطيف عبد الغني حمزة | مفتي الديار المصرية السادس عشر (1406 هـ - 1416 هـ / 1986 - 1996) | تبعه نصر فريد واصل |

| قبلــه: جاد الحق علي جاد الحق | شيخ الجامع الأزهر السابع والأربعون 1417 - 24 ربيع الأول 1431 هـ / (1996 - 10 مارس 2010) | بعــده: أحمد الطيب |